# Влодзімеж Потасінський
Влодзімеж Едвард Потасінський (пол. Włodzimierz Edward Potasiński; нар. 31 липня 1956, Челядзь, ПНР — пом. 10 квітня 2010, Смоленськ, Росія) — дивізійний генерал Збройних сил Польщі, командувач Сил спеціальних операцій Польщі (2007–2010).

## Освіта
- Вища офіцерська школа механізованих військ – 1980
- Академія Генерального штабу, Варшава – 1988
- Післядипломні операційно-стратегічні студії у Європейському центрі військової підготовки імені Джорджа Маршалла – 1997

## Військова кар'єра
- Командир штурмового взводу — 6-а Поморська десантна дивізія у Кракові
- Командир штурмової роти — 6-а Поморська десантна дивізія у Кракові
- Начальник штабу 16-го повітряно-десантного батальйону
- Командир 16-го повітряно-десантного батальйону
- Заступник командувача — польський військовий контингент у Сирії
- Командувач польським військовим контингентом у Сирії
- Начальник штабу 3-ї механізованої гвардійської бригади імені Ромуальда Травгутта в Любліні
- Командир 3-ї механізованої гвардійської бригади імені Ромуальда Травгутта в Любліні
- Керівник Управління розвідки та радіоелектронної оборони Командування Сухопутних військ
- Командир 2-ї механізованої гвардійської бригади Маршала Юзефа Пілсудського
- Командир 25-ї повітряно-кавалерійської бригади імені Князя Юзефа Понятовського у Томашеві-Мазовецькому
- Начальник штабу — заступник командира 2-го механізованого корпусу в Кракові
- Виконуючий обов'язки командувача 2-го механізованого корпусу в Кракові
- 15 серпня 2007 року — 10 квітня 2010 року — командувач Сил спеціальних операцій[2]

### Присвоєння генеральських звань
- Генерал бригади (2004)[3]
- Генерал дивізії (2007)[4]
- Генерал броні (2010, посмертно)[5]

## Відзнаки
- Командорський Хрест Ордена Відродження Польщі (посмертно, 2010)[6]
- Лицарський Хрест Ордена Відродження Польщі (2006)[7]
- Золотий Хрест Заслуги (2000)[8]
- Срібний Хрест Заслуги (1993)[9]
- Золота Медаль «Збройні сили на службі Вітчизні»
- Срібна Медаль «Збройні сили на службі Вітчизні»
- Бронзова Медаль «Збройні сили на службі Вітчизні»
- Золота Медаль «За заслуги в обороні країни»
- Пам'ятна медаль міжнародного підрозділу «Центр-Південь» в Іраку
- Відзнака парашутиста
- Медаль за похвальну службу (2006, США)
- Медаль командування спеціальних операцій США (2010, США, посмертно)[10][11]
- Великий Хрест Ордена Заслуг – 2008, Португалія[12]
- Медаль UNDOF
- Запис до «Почесної книги Міністра національної оборони» (2007)

## Приватне життя
Був двічі одружений.

## Смерть
Загинув 10 квітня 2010 року в катастрофі польського літака Ту-154М у Смоленську.
15 квітня 2010 року Влодзімежу Потасінському посмертно присвоєно звання генерала броні. Похований на Раковицькому цвинтарі у Кракові.

## Вшанування пам'яті

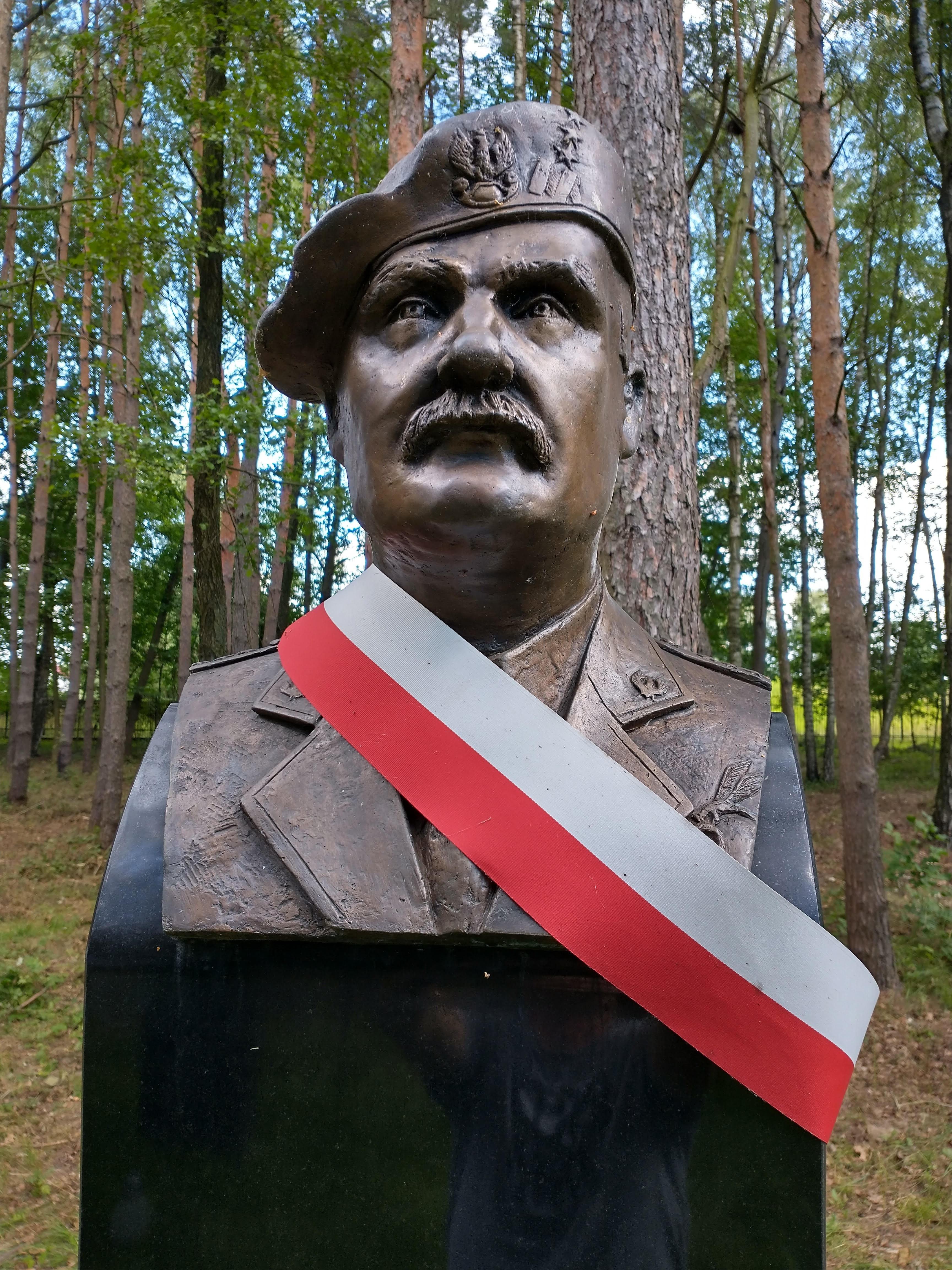
Погруддя в Оссуві

12 лютого 2014 року Військовій частині Формози у Гдині присвоєно ім'я генерала броні Влодзімежа Потасінського.

### Пам'ятні дошки
- У гарнізонній церкві св. Агнешки у Кракові, встановлена 13 серпня 2010 року
- У церкві св. Станіслава у Челядзі, встановлена 11 листопада 2010 року
- У церкві св. Августина у Злоценцю військової парафії св. Августина, встановлена 29 липня 2011 року
- На території дислокації 25 Кавалерійської повітряної бригади імені Князя Юзефа Понятовського у Томашеві-Мазовецькому, встановлена 12 серпня 2011 року
- На території Штабу командування Військ спеціальних операцій у Кракові, встановлена 25 травня 2011 року
- Пам'ятний дуб у міському парку Дзівнува, квітень 2011 року

### Інше
- Пам'ятний забіг імені генерала Потасінського, організований люблінським клубом бігунів
- Пам'ятний забіг імені генерала Потасінського, організований військовою частиною Формози у Гдині
- Меморіал генерала броні Потасінського на території клубу Військ спеціального призначення
- Друга дружина генерала Марта Мужанська-Потасінська видала книгу про нього «Слухаю розповіді про тебе» (пол. Słucham opowieści o Tobie)[17].